# Alfred Sisley
Alfred Sisley, född 30 oktober 1839 i Paris, död 29 januari 1899 i Moret-sur-Loing, var en engelsk målare inom impressionismen.

## Biografi
Alfred Sisley föddes i Paris av engelska föräldrar. Som elev hos Marc Gleyre 1863–1864 lärde han känna Monet, Renoir och Bazille och målade tillsammans med dem i närheten av Fontainebleau. Han företog fyra resor till England (1871–1897); från 1880 bodde han i Moret-sur-Loing.
Sisley var till en början påverkad av Corots måleri, men blev senare en av de ledande bland impressionisterna och ställde ut tillsammans med dem under 1870- och 1880-talet. Målningarna av högvattnet vid Marly utgör överlägsna exempel på impressionistiskt måleri med sina friska, klara färger. Hans landskap är ofta från Île-de-France. Sisley är representerad vid bland annat Göteborgs konstmuseum.

## Eftermäle
Asteroiden 6675 Sisley är uppkallad efter honom.

## Bilder

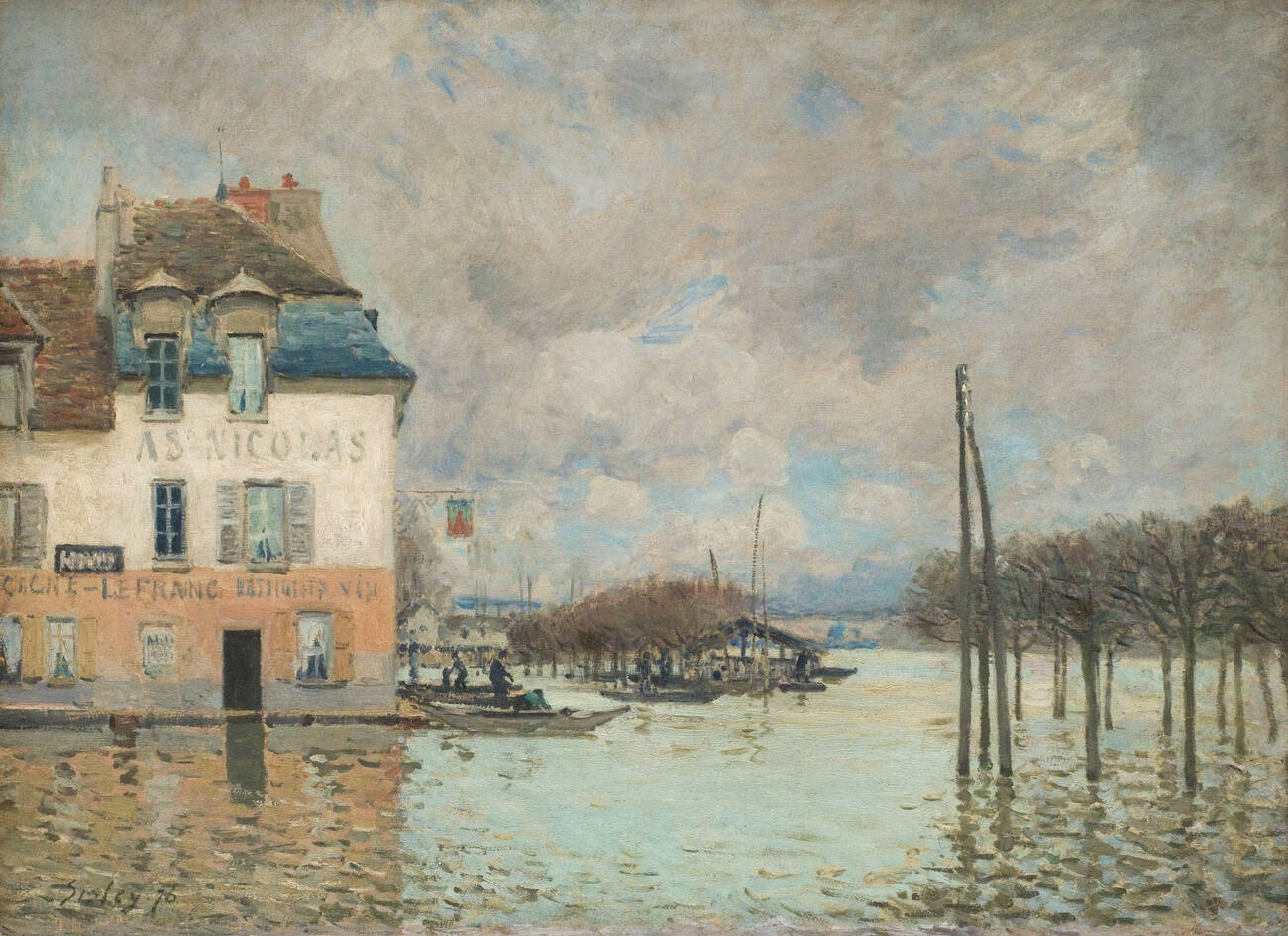
Översvämning i Port-Marly (1876). Musée des Beaux-Arts, Rouen.